# Царева
Ца́рева (рос. Царева) — селище у складі Тотемського району Вологодської області, Росія. Адміністративний центр Калінінського сільського поселення.
До 1994 року селище мало статус присілка і називалось Погост.

## Населення
Населення — 443 особи (2010; 396 у 2002).
Національний склад (станом на 2002 рік):
- росіяни — 99 %